# Club Ñañas
Club fútbol femenino Ñañas es un equipo de fútbol femenino ecuatoriano de la ciudad de Quito, Ecuador. Club Ñañas además ha sido vicecampeón del Serie A Femenina de Ecuador en el año 2017-18, y vicecampeón de la Superliga Ecuatoriana de Fútbol Femenino en los años 2019, 2020 y 2021. El equipo es el campeón vigente del fútbol femenino en Ecuador.
El equipo participó en la Copa Libertadores Femenina 2019.

## Uniforme
- Uniforme titular: Camiseta blanca y rosa, pantalón rosa, medias blancas.
- Uniforme alterno: Camiseta negra y rosa, pantalón rosa, medias negras, el cuarto.

## Datos del club
- Temporadas en Serie A: 3.
- Mejor puesto en la liga: 2.º (2019, 2020, 2021).[2][3]
- Mayor goleada a favor en torneos nacionales:
  - 8 - 0 contra Espuce (2 de junio de 2019).
- Mayor goleada a favor en torneos internacionales:
- Mayor goleada en contra en torneos nacionales:
  - 2 - 8 contra LDU(Q) (16 de agosto de 2025).
  - 1 - 4 contra El Nacional (26 de septiembre de 2020).
- Mayor goleada en contra en torneos internacionales:
  - 1 - 6 contra América de Cali (19 de octubre de 2019).
- Máximo goleador histórico: Yosneidy Zambrano (44 goles anotados en partidos oficiales, incluye goles marcados en la Serie A Femenina de Ecuador).
- Máximo goleador en torneos nacionales: Yosneidy Zambrano (43 goles).
- Máximo goleador en torneos internacionales: Yosneidy Zambrano y Kerlly Corozo (1 gol).
- Primer partido en torneos nacionales:
  - Ñañas 1 - 0 Universidad Católica (28 de abril de 2019 en Casa de la Selección).
- Primer partido en torneos internacionales:
  - Corinthians 3 - 1 Ñañas (14 de octubre de 2019 en el Estadio Olímpico Atahualpa) (Copa Libertadores 2019).

### Participaciones internacionales
| Competición                        | Edición    |
| ---------------------------------- | ---------- |
| Conmebol Libertadores Femenina (2) | 2019,2022. |

| Conmebol Libertadores Femenina | Conmebol Libertadores Femenina | Conmebol Libertadores Femenina | Conmebol Libertadores Femenina | Conmebol Libertadores Femenina | Conmebol Libertadores Femenina | Conmebol Libertadores Femenina | Conmebol Libertadores Femenina | Conmebol Libertadores Femenina       |
| Edición                        | Ronda                          | PJ                             | PG                             | PE                             | PP                             | GF                             | GC                             | Goleador                             |
| ------------------------------ | ------------------------------ | ------------------------------ | ------------------------------ | ------------------------------ | ------------------------------ | ------------------------------ | ------------------------------ | ------------------------------------ |
| Copa Libertadores 2009         | No se clasificó                | No se clasificó                | No se clasificó                | No se clasificó                | No se clasificó                | No se clasificó                | No se clasificó                | No se clasificó                      |
| Copa Libertadores 2010         | No se clasificó                | No se clasificó                | No se clasificó                | No se clasificó                | No se clasificó                | No se clasificó                | No se clasificó                | No se clasificó                      |
| Copa Libertadores 2011         | No se clasificó                | No se clasificó                | No se clasificó                | No se clasificó                | No se clasificó                | No se clasificó                | No se clasificó                | No se clasificó                      |
| Copa Libertadores 2012         | No se clasificó                | No se clasificó                | No se clasificó                | No se clasificó                | No se clasificó                | No se clasificó                | No se clasificó                | No se clasificó                      |
| Copa Libertadores 2013         | No se clasificó                | No se clasificó                | No se clasificó                | No se clasificó                | No se clasificó                | No se clasificó                | No se clasificó                | No se clasificó                      |
| Copa Libertadores 2014         | No se clasificó                | No se clasificó                | No se clasificó                | No se clasificó                | No se clasificó                | No se clasificó                | No se clasificó                | No se clasificó                      |
| Copa Libertadores 2015         | No se clasificó                | No se clasificó                | No se clasificó                | No se clasificó                | No se clasificó                | No se clasificó                | No se clasificó                | No se clasificó                      |
| Copa Libertadores 2016         | No se clasificó                | No se clasificó                | No se clasificó                | No se clasificó                | No se clasificó                | No se clasificó                | No se clasificó                | No se clasificó                      |
| Copa Libertadores 2017         | No se clasificó                | No se clasificó                | No se clasificó                | No se clasificó                | No se clasificó                | No se clasificó                | No se clasificó                | No se clasificó                      |
| Copa Libertadores 2018         | No se clasificó                | No se clasificó                | No se clasificó                | No se clasificó                | No se clasificó                | No se clasificó                | No se clasificó                | No se clasificó                      |
| Copa Libertadores 2019         | Fase de grupos                 | 3                              | 0                              | 0                              | 3                              | 2                              | 12                             | Yosneidy Zambrano y Kerlly Corozo: 1 |
| Copa Libertadores 2020         | No se clasificó                | No se clasificó                | No se clasificó                | No se clasificó                | No se clasificó                | No se clasificó                | No se clasificó                | No se clasificó                      |
| Copa Libertadores 2021         | No se clasificó                | No se clasificó                | No se clasificó                | No se clasificó                | No se clasificó                | No se clasificó                | No se clasificó                | No se clasificó                      |
| Copa Libertadores 2022         | Fase de grupos                 | 3                              | 0                              | 0                              | 0                              | 0                              | 0                              | Por definir                          |

### Resumen estadístico
- Última actualización: 20 de septiembre de 2021.

| Competición                              | Part | PJ | PG | PE | PP | GF  | GC | DG  | PTS | Mejor resultado  |
| ---------------------------------------- | ---- | -- | -- | -- | -- | --- | -- | --- | --- | ---------------- |
| Torneos nacionales                       |      |    |    |    |    |     |    |     |     |                  |
| Superliga Ecuatoriana de Fútbol Femenino | 3    | 60 | 39 | 7  | 14 | 143 | 63 | +80 | 124 | Subcampeón       |
| Torneos internacionales                  |      |    |    |    |    |     |    |     |     |                  |
| Conmebol Libertadores Femenina           | 1    | 3  | 0  | 0  | 3  | 2   | 12 | -10 | 0   | Fase de grupos   |
| Total                                    | 4    | 63 | 39 | 7  | 17 | 145 | 75 | 70  | 124 | 3 Subcampeonatos |

## Jugadoras

### Convocadas a Selecciones Nacionales

#### Copa Mundial de Fútbol
| N.° | Jugadora        | Selección | Mundial                      |
| --- | --------------- | --------- | ---------------------------- |
| 1   | Farissa Córdoba | Panamá    | Australia-Nueva Zelanda 2023 |

## Palmarés

### Torneos nacionales
| Competición                                    | Títulos | Subcampeonatos    |
| ---------------------------------------------- | ------- | ----------------- |
| Súperliga Ecuatoriana de Fútbol Femenino (1/3) | 2022.   | 2019, 2020, 2021. |

- Campeonato Provincial de Pichincha (1 vez): 2017.
- Campeonato Internacional de Fútbol Femenino Ñañas (1 vez): 2016.